# ويليام إتش جي. بولارد
ويليام إتش جي. بولارد (بالإنجليزية: William H. G. Bullard)‏ هو مهندس وضابط أمريكي، ولد في 6 ديسمبر 1866 في ميديا في الولايات المتحدة، وتوفي في 24 نوفمبر 1927 في واشنطن العاصمة في الولايات المتحدة.